# Pododexia similis
Pododexia similis är en tvåvingeart som beskrevs av Louis-Paul Mesnil 1976. Pododexia similis ingår i släktet Pododexia och familjen parasitflugor.
Artens utbredningsområde är Madagaskar. Inga underarter finns listade i Catalogue of Life.